# Adisham
Adisham is een civil parish in het bestuurlijke gebied City of Canterbury, in het Engelse graafschap Kent met 645 inwoners.